# Patapsco River

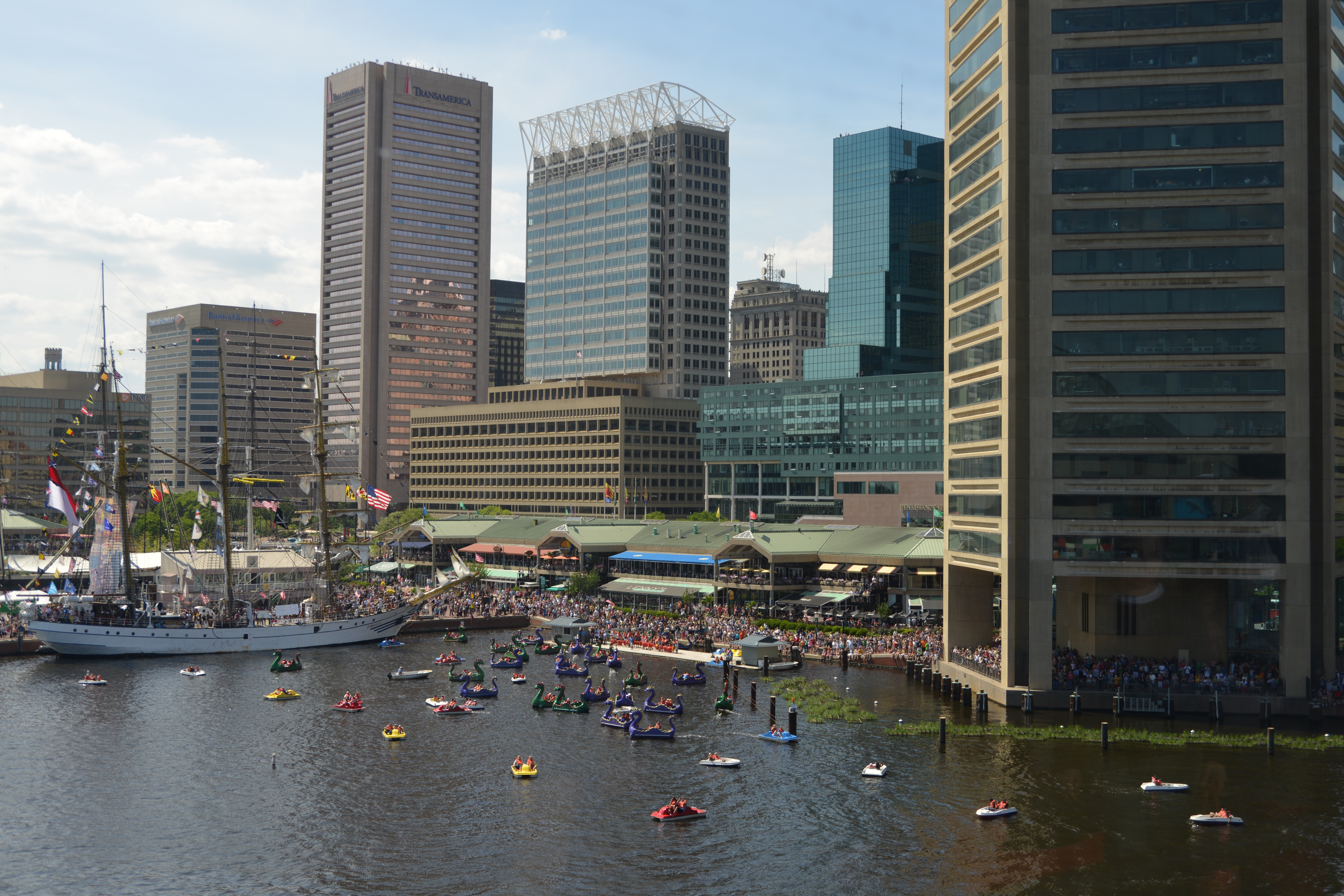
Der innere Hafen vom Baltimore Aquarium aus gesehen

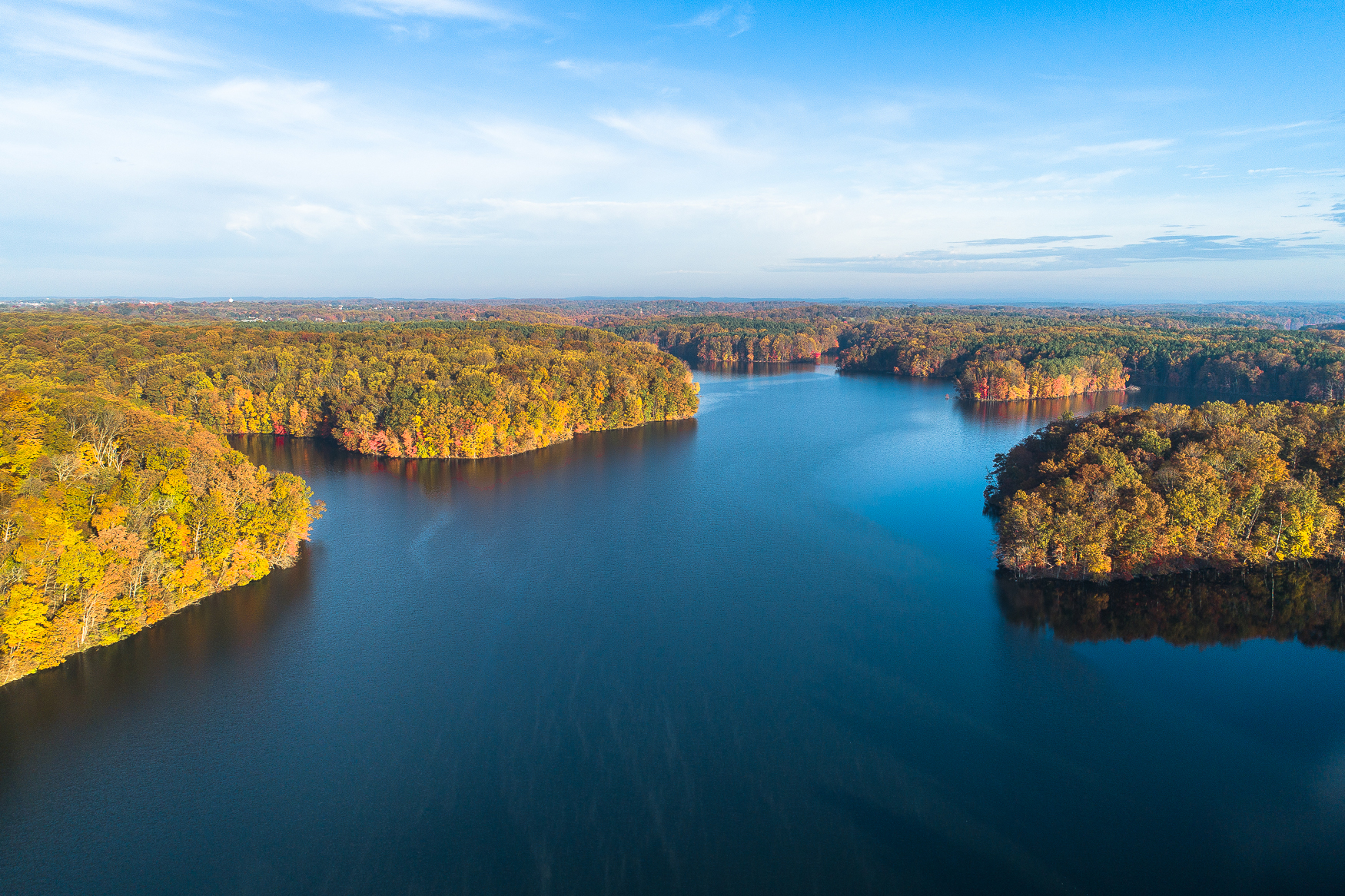
Liberty-Talsperre am North Branch Patapsco River

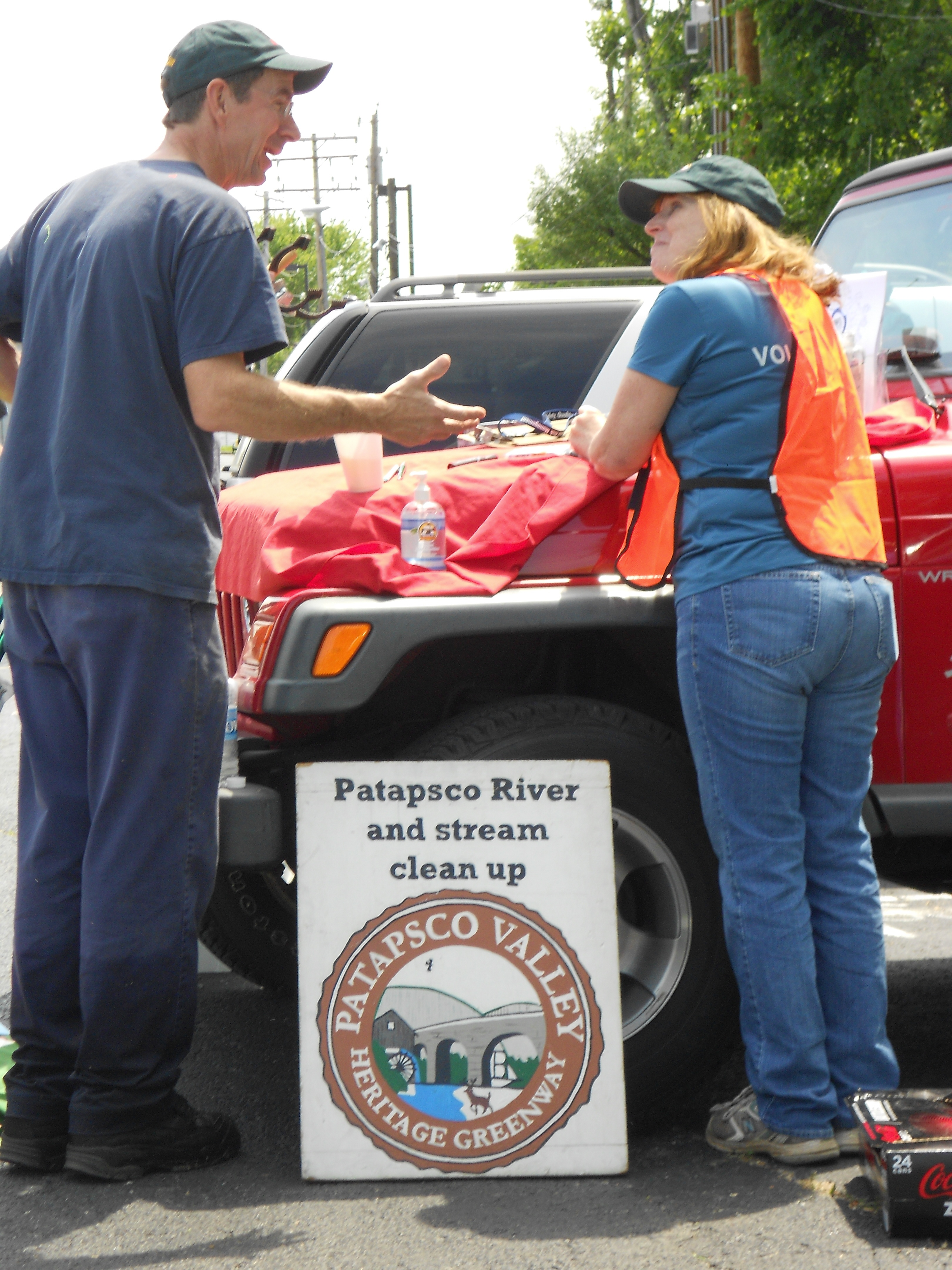
Freiwillige Helfer bei einer Gemeinschaftssäuberung des Herbert Run, eines Nebenflusses des Patapsco River, der durch Arbutus, Maryland, fließt

Der Patapsco River (/pəˈtæpˌskoʊ/) ist ein 54 Kilometer langer Fluss im zentralen Maryland, der in die Chesapeake Bay mündet. Der tideabhängige Teil des Flusses bildet den Hafen der Stadt Baltimore. Mit seinem südlichen Arm bildet der Patapsco die nördliche Grenze von Howard County, Maryland. Der Name „Patapsco“ leitet sich aus dem Algonkinschen pota-psk-ut ab, was so viel wie „Rückstau“ oder „mit Schaum bedeckte Flut“ bedeutet.

## Geschichte
Kapitän John Smith war der erste Europäer, der den Fluss erforschte und ihn auf seiner Karte von 1612 als Bolus River bezeichnete. Der „rote Fluss“, benannt nach der Farbe des Lehms, gilt als der „alte Bolus“, da auch andere Flussarme auf Karten als Bolus bezeichnet wurden.  Da der Fluss jenseits von Elkridge nicht schiffbar war, stellte er keinen bedeutenden Handelsweg dar. 1723 wurde nur ein einziges Schiff verzeichnet, das den nördlichen Flussarm bediente, während vier weitere in der Nähe der Mündung verkehrten.
Ab den 1770er Jahren wurde der Patapsco River zum Zentrum der Industrialisierung in Maryland. Im 18. und 19. Jahrhundert gab es entlang dem Fluss zahlreiche Mühlen- und Fertigungsbetriebe, die im Allgemeinen durch kleine Wehranlagen angetrieben wurden. Die ursprüngliche Hauptstrecke der Baltimore and Ohio Railroad wurde 1829 westlich entlang dem Patapsco Valley gebaut; dieses war die erste Eisenbahnlinie der Vereinigten Staaten, wobei die Strecke ist bis heute erhalten geblieben ist, wenn auch in stark veränderter Form. Im Tal wurden zahlreiche Eisenbahnbrücken gebaut, darunter das Thomas-Viadukt, das immer noch in Betrieb ist, und das Patterson-Viadukt, das heute eine Ruine ist. Der 1907 durch Wasserkraft betriebene Bloede's Damm trieb Getreidemühlen an.
Bei einer Flut im Jahr 1868 wurden in der Gegend von Ellicott City 14 Häuser weggespült und 39 Menschen getötet. Ein Hochwasser im Jahre 1923 brachte Brücken zum Einsturz. Im Jahr 1952 überspülte eine 2,4 Meter hohe Wasserwand die Geschäfte von Ellicott City. Bei einer Überschwemmung im Jahre 1956 wurde das Werk von Bartigis Brothers schwer beschädigt. 1972 wurden Ellicott City und die Old Main Line durch die Regenfälle der Überreste des Hurrikans Agnes beschädigt. Bei der Überschwemmung der Main Street im Juli 2016 in Maryland starben zwei Menschen, zwei Jahre kam im Mai 2018 später kam bei der Überschwemmung in Maryland ein Retter ums Leben.
Die Mündung des Patapsco River bildet den Hafen von Baltimore, die Stelle, wo während des Britisch-Amerikanischen Krieges im Jahre 1812 die Schlacht von Baltimore stattfand. Hier schrieb Francis Scott Key an Bord der britischen HMS Tonnant „The Star-Spangled Banner“, ein Gedicht, das später als Nationalhymne der Vereinigten Staaten vertont wurde. Heute markiert eine rot-weiß-blaue Boje die Stelle, an der das Schiff vor Anker lag.
In den frühen Morgenstunden des 26. März 2024 wurde die 2,6 Kilometer lange Francis Scott Key Bridge, die den Interstate Highway 695 über den Patapsco River führte, von einem Containerschiff gerammt und stürzte teilweise in den Fluss.

## Geographie

### Einzugsgebiet
Der Patapsco hat ein Einzugsgebiet von etwa 1575 km². Auf dem größten Teil seiner Länge ist der Patapsco River ein kleiner Fluss, der meist durch ein enges Tal fließt. Die letzten 16 Kilometer bilden jedoch einen großen gezeitenabhängigen Mündungsarm in die Chesapeake Bay. Der innere Teil dieses Ästuars bildet den Hafen von Baltimore, der aus dem Northwest Harbor und dem mittleren Arm, einschließlich Thoms Cove, besteht. Das Patapsco-Ästuar liegt südlich des Back Rivers und nördlich des Magothy Rivers. Der Patapsco River bildet den Hafen, wo er in die Chesapeake Bay mündet. Neben Baltimore fließt der Fluss auch durch Ellicott City (die Kreisstadt von Howard County) und Elkridge.
Der Hauptstrom des Patapsco Rivers beginnt am Zusammenfluss des Nord- (38 km lang) und des Südarms (32 km lang) in der Nähe von Marriottsville, etwa 24 Kilometer westlich des Stadtzentrums von Baltimore. Der 31,2 Kilometer lange Südarm entspringt weiter westlich bei Parr's Spring, wo die Bezirke Howard County, Carroll County, Frederick County und Montgomery County aufeinandertreffen. Letzterer beginnt auf einer Höhe von 240 Metern auf Parr's Ridge, südlich des Interstate Highways 70 und östlich der Ridge Road (Highway 27), 3 Kilometer südlich von Mount Airy, Maryland. Der Südarm des Patapsco Rivers bildet die südliche Grenze von Carroll County und die nördliche Grenze von Howard County. Die erste Erwähnung von Parr's Springs stammt aus dem Jahr 1744, als John Parr eine Fläche von 81 Hektar anlegte, die er Parr's Range nannte. Während des Bürgerkriegs machte die Kavallerie der Army of the Potomac unter Brigadegeneral David M. Gregg am 29. Juni 1863 auf dem Weg nach Gettysburg, Pennsylvania, bei Parr's Spring Halt. Bei Parr's Spring wurde in den 1950er Jahren ein 7.100 m² großer Teich ausgehoben, der von sieben Quellen gefüllt wird, die den Oberlauf des Südarms des Patapsco Rivers bilden.
Der Nordarm fließt von seinem Ursprung in Carroll County 33,6 Kilometer in Richtung Süden. Der Liberty-Damm und sein Stausee am Nordarm sind wichtige Bestandteile des Wassersystems der Stadt Baltimore.
Der Patapsco Valley State Park erstreckt sich über 51 Kilometer des Patapsco Rivers und seiner Nebenarme und umfasst eine Fläche von 5.700 Hektar in fünf Gebieten. Der Fluss schneidet innerhalb des Parks eine 35–70 Meter tiefe Schlucht mit felsigen Klippen und Nebenwasserfällen. Der Bloede's Damm, ein 1906 errichteter Wasserkraftdamm, befand sich am Patapsco River innerhalb des Parks und stellte ein fast vollständiges Hindernis für den Durchgang von Fischen dar. Obwohl 1992 eine Fischtreppe installiert wurde, versperrte sie fünf von sechs einheimischen Fischarten den Weg flussaufwärts, um zu laichen. Die Bemühungen zur Beseitigung des Bloede's Damms begannen in den 1980er Jahren, als es zu neun Todesfällen durch Ertrinken gekommen war, und auch, um die Fischwanderungsmöglichkeiten in einem großen Teil des Patapsco-Einzugsgebiets wiederherzustellen. Der Abriss des Damms begann am 12. September 2018, wodurch das Fischereigebiet geöffnet und eine felsige Stromschnelle für Kajakfahrer geschaffen wurde. Zwei Dämme flussaufwärts von Bloede's Damm, Simkins und Union, wurden schon im Jahre 2010 entfernt. Nach der Beseitigung des Bloede's Damm ist der Daniels Damm, der sich 14 Kilometer flussaufwärts befindet, der letzte verbliebene Damm entlang des Hauptstroms des Patapsco Rivers.

### Nebenflüsse
- Deep Run (Carroll County)
- Board Run (Baltimore County)
- Roaring Run (Carroll County)
- Liberty Reservoir (Carroll/Baltimore Counties)
- Piney Run (Carroll County)
- Keysers Run (Baltimore County)
- Beaver Run (Carroll County)
- Norris Run (Baltimore County)
- Timber Run (Baltimore County)
- Middle Run (Carroll County)
- Morgan Run (Carroll County)
- Locust Run (Baltimore County)
- Snowdens Run (Carroll County)
- Falls Run (Baltimore County)
- South Branch Patapsco River
- Davis Branch (Howard County)
- Brice Run (Baltimore County)
- Bens Run (Baltimore County)
- Cedar Branch (Baltimore County)
- Miller Run (Baltimore County)
- Sucker Branch (Howard County)
- Tiber River (Howard County)
- Cooper Branch (Baltimore County)
- Bonnie Branch (Howard County)
- Sawmill Branch (Baltimore County)
- Cascade Falls (Howard County)
- Soapstone Branch (Baltimore County)
- Rockburn Branch (Howard County)
- Deep Run (Howard/Anne Arundel County)
- Stony Run (Anne Arundel County)
- Herbert Run (Baltimore County)
- Holly Creek (Anne Arundel County)
- Middle Branch zu den Gwynns Falls (Baltimore City)
- Northwest Harbor zu den Jones Falls (Baltimore City)
- Colgate Creek (Baltimore City)
- Curtis Creek (Baltimore City)
- Bear Creek (Baltimore County)
- Cox Creek (Anne Arundel County)
- Stoney Creek (Anne Arundel County)
- Rock Creek (Anne Arundel County)
- Old Road Bay (Baltimore County)
- Bodkin Creek (Anne Arundel County)

## Ökologie und Naturschutz
Durch die Beseitigung des Bloede's Damms im September 2018 wurden 105 Kilometer des Patapsco-River-Einzugsgebiets geöffnet, wodurch die Laichplätze von mindestens sechs einheimischen Fischarten wiederhergestellt werden können: Alosa pseudoharengus, Alosa aestivalis, Alosa sapidissima, Alosa mediocris, Morone saxatilis und Petromyzon marinus (Meerneunauge). Der Damm wurde beseitigt, weil nur eine einzige Fischart die Fischtreppe nutzte, wie man im Jahre 2012 festgestellt hatte. Eine eingewanderte Art würde wahrscheinlich ebenfalls profitieren: der Amerikanische Aal (Anguilla rostrata), eine Fischart, die im Süßwasser lebt und zum Laichen ins Meer abwandert. Das Projekt zur Beseitigung des Bloede's Damms wurde von American Rivers und dem Maryland Department of Natural Resources geleitet.
Nachdem der Bloede's Damm beseitigt wurde, könnte eine Beseitigung des Daniels Damms auch die folgenden Flussabschnitte für die Fischwanderung öffnen: flussaufwärts im Hauptstrom des Patapsco River die verbleibenden 10,5 Kilometer des Hauptstroms des Patapsco Rivers, die gesamten 31,2 Kilometer des südlichen Arms des Patapsco Rivers, 5,6 Kilometer des nördlichen Arms bis zum Liberty Damm und viele Nebenflüsse dieser Flüsse.

## Wasserqualität
Der östliche Teil des Patapsco Rivers liegt in einem stark urbanisierten Gebiet und ist starkem Niederschlagswasserabfluss und anderen Formen der Gewässerverschmutzung ausgesetzt. Das Umweltministerium von Maryland hat festgestellt, dass der untere nördliche Arm hohe Werte an Schwermetallen (Chrom, Arsen, Kadmium, Kupfer, Quecksilber, Nickel, Blei, Selen und Zink) sowie Phosphor, fäkale Coli-Bakterien und PCB enthält. Der Piney-Run-Stausee am Südarm des Patapsco Rivers ist durch übermäßige Phosphor- und Sedimentkonzentrationen verschmutzt.
Gemeinnützige Umweltorganisationen wie The Friends of Patapsco Valley & Heritage Greenway, Inc. (PHG) leiten die Säuberungsaktionen der Bewohner der umliegenden Gemeinden. Von 2006 bis 2012 nahmen PHG-Freiwillige an 183 Flusssäuberungen teil und entfernten 264 Tonnen Müll aus den Flüssen des Patapsco-Valley-Einzugsgebiets.

## Erholungsmöglichkeiten
In einigen Bereichen des Patapsco Rivers kann man schwimmen. Der Fluss ist auch Veranstaltungsort für Wildwasserfahrten. Der Patapsco eignet sich hervorragend zum Angeln. Das MD DNR lässt Anfang des Frühjahrs Teile des Patapsco State Parks mit Fischen bestücken und bietet einige sehr gute Angelmöglichkeiten für Forellen. Auch der Nördliche Schlangenkopffisch ist im Patapsco River zu finden: vom historischen Ellicott City bis zum Hafen.

## Übergänge
Es folgt eine Liste aller Übergänge des Hauptstroms des Patapsco River und ausgewählter Übergänge seiner drei Hauptnebenflüsse. Die Auflistung beginnt stromabwärts und setzt sich stromaufwärts bis zu den Quellen der Flüsse fort.
| Bild                                                    | Übergang                               | Straßenbezeichnung                     | Ort                                    | Geöffnet                               | Anmerkungen |
| Anne Arundel County – Baltimore County                  | Anne Arundel County – Baltimore County | Anne Arundel County – Baltimore County | Anne Arundel County – Baltimore County | Anne Arundel County – Baltimore County | Anne Arundel County – Baltimore County |
| ------------------------------------------------------- | -------------------------------------- | -------------------------------------- | -------------------------------------- | -------------------------------------- | --- |
|                                                         | Francis Scott Key Bridge               | I-695                                  | Baltimore                              | 1977–2024                              | Eingestürzt, nachdem sie von einem Container-Schiff gerammt wurde (26. März 2024) |
|                                                         | Baltimore Harbor Tunnel                | I-895                                  | Baltimore                              | 1957                                   | $4.00 Zoll |
|                                                         | Fort McHenry Tunnel                    | I-95                                   | Baltimore                              | 1985                                   | $4.00 Zoll |
|                                                         | Hanover and Potee Street Bridges       | MD 2                                   | Baltimore                              | 1973                                   | Die Hanover Street Bridge wurde im Jahre 2005 renoviert |
|                                                         | Curtis Bay Branch Railroad bridge      | B&O Curtis Bay Branch                  | Baltimore                              |                                        | |
|                                                         | Patapsco Avenue bridge                 | Patapsco Avenue                        | Brooklyn, Baltimore                    | 1961                                   | |
|                                                         | I-895 bridge near South West Area Park | I-895                                  | Baltimore Highlands                    | 1958                                   | Renoviert im Jahre 2019 |
|                                                         | Central Light Rail bridge              | Baltimore Light Rail                   | Baltimore Highlands                    | 1908                                   | Zuvor für die Baltimore and Annapolis Railroad genutzt |
|                                                         | Old Annapolis Road bridge              | MD 648                                 | Baltimore Highlands                    |                                        | |
|                                                         | BW Parkway bridge                      | MD 295                                 | Baltimore Highlands                    | 1948                                   | Renoviert im Jahre 1985 |
|                                                         | Hammonds Ferry Road bridge             | Hammonds Ferry Road                    | Linthicum Lansdowne                    | 1961                                   | |
|                                                         | Baltimore Beltway bridge               | I-695                                  | Linthicum Lansdowne                    | 1958                                   | Renoviert im Jahre 1982 |
|                                                         | Northeast Corridor bridge              | Amtrak Northeast Corridor              | Linthicum Halethorpe                   |                                        | |
|                                                         | I-195 bridge                           | I-195                                  | Elkridge Halethorpe                    | 1988                                   | |
| Howard County – Baltimore County                        |                                        |                                        |                                        |                                        | |
|                                                         | I-895 bridge                           | I-895                                  | Elkridge Relay                         | 1973                                   | Auf- und Abfahrtsbrücken flankieren die US 1 Bridge im Norden und Süden |
|                                                         | Patapsco River Bridge                  | US 1                                   | Elkridge Relay                         | 1915                                   | Bogenbrücke aus Beton, renoviert im Jahre 1952 |
|                                                         | Thomas Viaduct                         | B&O Capital Subdivision                | Elkridge Relay                         | 1835                                   | Die größte Mehrfachbogenbrücke der Welt. Benannt nach Philip E. Thomas. |
|                                                         | I-95 bridge                            | I-95                                   | Elkridge Relay                         | 1968                                   | |
|                                                         | Gun Road bridge                        | Gun Road                               | Relay                                  |                                        | nur Zugang zum Patapsco Valley State Park |
|                                                         | Patapsco Swinging Bridge               | Swinging Bridge Trail                  | Ilchester                              | 2006                                   | Fußgängerbrücke, die die River Road mit dem Grist Mill Trail verbindet |
|                                                         | Patterson Viaduct                      | Grist Mill Trail                       | Ilchester                              | 2006                                   | Frühere Eisenbahnbrücke, eröffnet im Jahre 1829, zerstört im Jahre 1868 und wiederaufgebaut im Jahre 1869; neue Fußgängerbrücke auf den Pfeilern der früheren Eisenbahnbrücke gebaut |
|                                                         | Ilchester Bridge                       | Old Main Line Subdivision              | Ilchester                              | 1903                                   | |
|                                                         | Ilchester Road bridge                  | Ilchester Road                         | Ilchester                              |                                        | lokal auch Heartbeat Bridge genannt. |
|                                                         | Main Street Bridge                     | MD 144                                 | Ellicott City Oella                    | 1914                                   | |
|                                                         | Baltimore National Pike Bridge         | US 40                                  | Ellicott City Catonsville              | 1936                                   | Wiederaufgebaut mit Originalbögen im Jahre 2014 |
|                                                         | I-70 bridge                            | I-70                                   | Ellicott City Catonsville              | 1966                                   | |
|                                                         | Hollifield Bridge                      | Old Frederick Road                     | Daniels                                | 1934                                   | |
|                                                         | Daniels bridge                         | Old Main Line Subdivision              | Daniels                                |                                        | |
|                                                         | Eureka bridge                          | Old Main Line Subdivision              | Mt. Airy                               |                                        | |
|                                                         | MD 125 bridge                          | MD 125                                 | Woodstock                              | 1981                                   | |
| Zusammenfluss des Nord- und Südarms des Patapsco Rivers |                                        |                                        |                                        |                                        | |